# Клонувек-Весь
Клонувек-Весь (пол. Kłonówek-Wieś) — село в Польщі, у гміні Гузд Радомського повіту Мазовецького воєводства.
У 1975-1998 роках село належало до Радомського воєводства.